# Longhena (Lombardei)
Longhena ist eine italienische Gemeinde (comune) mit 563 Einwohnern (Stand 31. Dezember 2023) in der Provinz Brescia in der Lombardei. Die Gemeinde liegt etwa 17 Kilometer südwestlich von Brescia.